# Eupithecia cohabitans
Eupithecia cohabitans là một loài bướm đêm trong họ Geometridae.